# Tüdőátültetés

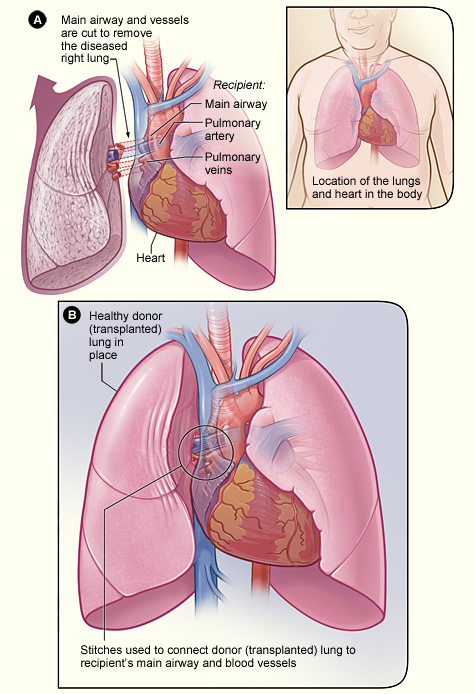
A tüdőátültetés folyamata
az A kép mutatja, hol vágják el a véredényeket, a B képen az egészséges donorszerv kapcsolódását láthatjuk

A tüdőátültetés (vagy más néven tüdőtranszplantáció) egy sebészeti szervátültető eljárás, amiben a páciens beteg tüdejét részben vagy egészben egy donor tüdejével kicserélik. A donor lehet akár élő, vagy halott is, egy élő donor csak fél tüdejét adhatja oda a betegnek. Vannak olyan eljárások, ahol a tüdő egészét ki kell cserélni, ez olyan betegségeknél fordul elő, mint például a cisztás fibrózis. Igaz, hogy a tüdőátültetés rengeteg veszéllyel jár, azonban a végső stádiumú betegeknek meghosszabbíthatja az élettartamát és javíthatja az életminőségét.
1983-ban volt az első sikeres hosszútávú féltüdő-átültetés, 1986-ban az első sikeres hosszútávú teljes tüdőátültetés, Magyarországon először 2015. december 12-én végezték az eljárást, sikeresen.

## Az eljárás feltételei
A tüdőátültetést csak olyan betegeken hajthatják végre, akik végső stádiumú tüdőbetegségben szenvednek és semelyik másik gyógymód nem mutatott javulást számukra. Számos körülmény létezik, amiknek hatására ezt az eljárást véghez kell vinni. 2005-ig bezárólag a leggyakoribb okai a tüdőátültetésnek az Egyesült Államokban a következők voltak:
- 27% krónikus obstruktív légúti betegség, (COPD) beleértve a tüdőtágulatot
- 16% idiopátiás tüdőfibrózis
- 14% cisztás fibrózis
- 12% pulmonális hypertónia
- 5% alfa 1-antitripszin hiány
- 2% régebben átültetett, elromlott tüdők kicserélése
- 24% egyéb okok, mint például a sarcoidosis

### Ellenjavallatok
A páciens helyzetének súlyossága ellenére vannak olyan tényezők és körülmények, amelyek a műtétre nézve kedvezőtlenek. Ezek a tényezők a következők:
- egyidejű krónikus betegségek
- egyidejű, vagy közelmúltban fennállt rák
- egyidejű alkohol-, dohány- vagy kábítószer-használat
- egyidejű fertőzések
- kedvezőtlen pszichiátriai állapot
- valamilyen orvosi utasításnak meg nem felelés

## Története
Az első szervátültetések története mind sikertelen próbálkozásokkal indult, mivel a páciensek szervezete nem fogadta be az idegen szerveket. Néhány állatkísérlet az 1940-es és '50-es években, melyeknek legismertebb véghezvivői Vlagyimir Demikhov és Henry Metras voltak, bebizonyították, hogy a szervátültetés megvalósítható. Az első sikeresnek mondható tüdőátültetést James Hardy végezte el 1963. június 11-én, a páciens további 18 napot élt a műtét után. 1963 és 1978 között számos tüdőátültetés-kísérlet végződött kudarccal, mert a páciensek szervezete nem tudta befogadni az új szervet. Egyedül a szív–tüdő gépek feltalálásával és az immunszupresszív gyógyszerek fejlesztésével adódhatott esély a páciensek teljes gyógyulására.
Az első sikeres, tüdőátültetést is magában foglaló műtétre, egy szív-tüdő transzplantációra 1981-ben került sor.
Magyarország 2013 májusában lett teljes jogú tagja az Eurotransplant intézményszervezetnek, majd 2014 decemberére egy 900 milliós fejlesztés következtében lehetővé vált Budapesten, az Országos Onkológiai Intézet sebészeti tömbjében a tüdőtranszplantáció. Magyarországon az első sikeres tüdőátültetést 2015. december 12-én hajtották végre. Ezelőtt a magyar pácienseket Bécsben műtötték, és a nagyobb rizikóval járó tüdőátültetéseket továbbra is ott fogják végezni. Lang György, a Semmelweis Egyetem mellkassebészeti klinikájának vezetője szerint tüdőátültetésben „van némi lemaradása a magyar egészségügynek” az Európai Unióhoz, vagy az Egyesült Államokhoz képest.

## Követelmények

### Donorok számára
Vannak bizonyos tényezők, amelyeknek meg kell felelni, hogy valaki szervdonorrá válhasson. Élő donor esetében azt is figyelembe veszik, hogy a donorta miként fog hatni a szerv kivétele és a műtétet követő időszak:
- egészség
- méretmegegyezés: a donorszervnek elég nagynak kell lennie ahhoz, hogy oxigénnel lássa el a pácienst, viszont elég kicsinek kell ahhoz lennie, hogy beleférjen a beteg mellkasüregébe
- életkor
- vércsoport

### Páciensek számára
A pácienseknek a következő pontoknak kell megfelelniük ahhoz, hogy tüdőátültetést végezhessenek el rajtuk:
- utolsó fázisú tüdőbetegség
- más gyógymódok teljes sikertelensége
- más krónikus megbetegedések hiánya
- semmilyen jelen lévő fertőzés vagy rák
- semmilyen alkohol-, dohány- vagy kábítószer-visszaélés
- meghatározott testsúly (az alultápláltság és az elhízottság csökkentik a műtét sikerének esélyét)
- életkor
- elfogadható pszichológiai állapot
- megfelelő anyagi helyzet a költségek kifizetésére (azokban az országokban, ahol a páciens közvetlenül fizeti az orvosi ellátást)
- képes legyen megfelelni a műtét utáni szigorú életmódváltozásnak

### Orvosi vizsgálatok műtétre kijelölteknek
Azokon a pácienseken, akiknek szervátültetésen kell átesniük, számos orvosi vizsgálatot kell elvégezni, hogy egészségügyi állapotukat és a műtétre való alkalmasságukat meghatározhassák:
- a beteg és a donor vércsoportjának meg kell egyeznie;
- a beteg és a donor tüdeje között a lehető legnagyobb szövetű hasonlóság szükséges;
- mellkasröntgennel a tüdő és a mellkasüreg méretének meghatározása;
- spirometria;
- komputertomográfia (mellkasi és hasi);
- csontsűrűség mérése;
- radionuklid angiográfia;
- stresszteszt;
- ventillációs és perfúziós vizsgálat;
- elektrokardiográfia;
- szívkatéterezés;
- echocardiographia.

## Típusai

### Lebenyátültetés
Lebenyátültetés esetében egy élő donor csak egyoldali lebenyt adományozhat, tehát ilyenkor két donorra van szükség, és mindkét donor ugyanazt az életminőséget élvezheti az eljárás után egyaránt. Amennyiben a donor elhunyt személy, mindkét oldali lebenyeket kivehetik.

### Féltüdő-átültetés
Számos betegen lehet úgy segíteni, hogy csak a fél tüdejét cserélik ki, mert az adott betegség csak azt a részt befolyásolja. Általában az adományozott féltüdők donora agyhalott.

### Egész tüdőátültetés
Ebben az eljárásban az egész tüdejét ki kell cserélni a betegnek, általában cisztás fibrózis esetén, mivel mindkét féltüdő meg van fertőződve, és ha csak egy féltüdőt cserélnek ki, akkor a másik beteg féltüdőből könnyen átterjedhet a fertőzés az egészséges, frissen beillesztett tüdőbe.

### Szív–tüdőátültetés
Ebben az eljárásban a szívet és az egész tüdőt kicserélik, erre azoknak van szükségük, akik szívelégtelenségben szenvednek.
Erre egy alternatív módszer kialakult, amit „dominóeljárásnak” hívnak a médiában. Ebben az eljárásban az egyik páciens tüdejét és szívét is kicserélik, míg az ő egészséges szívét egy másik páciensbe ültetik. Ezt először 1987-ben hajtották végre.

## A műtét folyamata
Amíg a sebészi eljárások a tüdőátültetés típusától függenek, számos olyan lépés van, ami közös bennük. Ilyen például az, hogy a műtét előtt az azt végző sebész megvizsgálja a donortüdőt, hogy abban nincs-e semmiféle betegség vagy sérülés. Ha a donorszerv megfelelő állapotban van, akkor a beteget számos berendezéshez kötik, köztük intravénásan gyógyszert is adagolnak neki. Ezután érzéstelenítik, és a műtét során gép látja el oxigénnel.
Az előkészületek nagyjából egy óráig tartanak, a műtét hossza erősen függ az átültetés típusától. Ha a betegnek volt előtte már mellkasi műtéte, akkor az meghosszabbíthatja a folyamatot.

### Féltüdő-átültetés

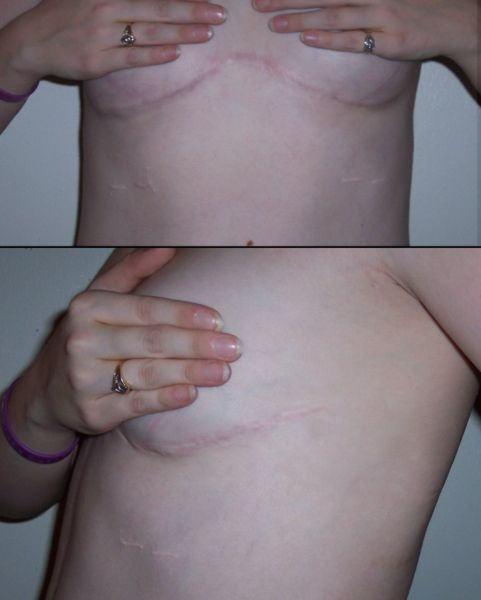
Egy egész tüdőátültetés után megmaradt hegek

Egy általános féltüdő-átültetés 4–8 óráig tart. Mindig a rosszabb állapotban lévő féltüdőt cserélik ki, ha mindkettő fél ugyanolyan állapotban van, akkor legtöbb esetben a jobb tüdő kerül kicserélésre, mert az kevesebb sebészi komplikációval jár, mivel a bal tüdőnél helyezkedik el a szív. A műtét azzal kezdődik, hogy a sebész végez egy bemetszést a váll alatti résztől kezdve, a mellkas körül, majd a szegycsontnál befejezve. Egy alternatív módszer az, hogy a szegycsont alatt végeznek bemetszést. Ezek után a tüdőfelet összehúzzák, véredényeit elkötik, majd a tüdőt kiveszik a hörgőknél. A donor tüdőfelét beillesztik, a véredényeket visszaállítják és megtöltik levegővel az új szervet. Hogy megbizonyosodjanak az új tüdő működéséről és hogy a maradék vért és nyálkát eltávolítsák, hörgőtükrözést (bronchoszkópiát) hajtanak végre a betegen. Amennyiben a sebészek megelégedtek a tüdő teljesítményével, a bemetszés utáni sebet bevarrják.

### Egésztüdő-átültetés
Egy egész tüdőátültetés egyértelműen hosszabb procedúra, mint a féltüdő-átültetés, ez 6-12 óráig tart. A műtét azzal kezdődik, hogy a sebész végez egy bemetszést a páciens hónaljától lefelé kezdve, a szegycsont körül, majd elérve a másik hónaljhoz. Ezek után a rosszabb állapotban lévő tüdőfelet összehúzzák, véredényeit elkötik, majd a tüdőt kiveszik a hörgőknél. A donor tüdőfelét beillesztik, a véredényeket visszaállítják és megtöltik levegővel az új szervet. Hogy megbizonyosodjanak az új tüdő működéséről és hogy a maradék vért és nyálkát eltávolítsák, hörgőtükrözést (bronchoszkópiát) hajtanak végre a betegen. Amennyiben a sebészek elégedettek az új szerv működésével, ugyanezt a folyamatot megcsinálják a másik tüdőféllel, majd pedig bevarrják a metszés után maradt sebet.

### Műtét utáni eljárások
A műtét után a beteget egyből intenzív osztályra szállítják, itt általában pár napig tartózkodik, és folyamatos megfigyelés alatt van. Ha ebben az időszakban nem lép fel komplikáció, akkor a fekvőbeteg-osztályra szállítják a beteget, itt általában egy–három hetet tartózkodik, ezt az időtartamot az esetlegesen fellépő komplikációk meghosszabbíthatják. A hazaengedés után a betegek életében sokkal fontosabb szerepet fog betölteni a higiénia, mint eddig, mert a legyengült immunrendszerük miatt hajlamosabbak fertőzéseket elkapni. A tüdőátültetés után a páciensek három hónapig nem vezethetnek.

## Kockázatok
Mint bármelyik másik műtétnél, a tüdőátültetésnél is van esély vérzésre és fertőzésre a műtét közben és után. Az újonnan behelyezett tüdő nem minden esetben tud gyógyulni és a funkcióit teljesíteni. Amiért az eljárás folyamán a páciens szervezetének nagy része ki van téve külső levegőnek, ezért szepszis is fennállhat, viszont erre adnak antibiotikumot, hogy megakadályozza.
Esélye van annak is, hogy a tüdőt a páciens szervezete nem fogadja be, ez előfordulhat egyből a műtét után, viszont akár a beteg életének egy későbbi szakaszában is. Ez egy rendkívül komoly állapot, ezért kell a lehető leggyorsabban kezelni. Az ilyen esetek kezelésére immunszupresszív gyógyszereket használnak. A tünetek a következők:
- láz
- influenza-szerű tünetek (hidegrázás, szédülés, éjszakai izzadás és hányinger)
- megnövekvő nehézlégzés
- romló pulmonális teszteredmények
- növekvő mellkasi fájdalom és érzékenység
- testsúly rohamos növekvése vagy csökkenése

## Prognózis
Ez a statisztika 2008-as adatokon alapszik. Ennek forrásadata nem tesz különbséget élő vagy halott donor között, továbbá lebeny- féltüdő- vagy egész tüdőátültetés között sem. Az átültetett tüdők általában három–öt évig bírják az összeomlás bármilyen jele nélkül.
|                    | Egy évnél hosszabb túlélési idő | Öt évnél hosszabb túlélési idő | Tíz évnél hosszabb túlélési idő |
| ------------------ | ------------------------------- | ------------------------------ | ------------------------------- |
| Tüdőátültetés      | 83,6%                           | 53,4%                          | 28,4%                           |
| Szív-tüdőátültetés | 73,8%                           | 46,5%                          | 28,3%                           |

## Fordítás
Ez a szócikk részben vagy egészben  a   Lung transplantation című angol Wikipédia-szócikk fordításán alapul.  Az eredeti cikk szerkesztőit annak laptörténete sorolja fel. Ez a jelzés csupán a megfogalmazás eredetét és a szerzői jogokat jelzi, nem szolgál a cikkben szereplő információk forrásmegjelöléseként.